# 12119 Memamis
12119 Memamis este un asteroid din centura principală de asteroizi.

## Descriere
12119 Memamis este un asteroid din centura principală de asteroizi. A fost descoperit pe 13 iulie 1999 la Socorro, New Mexico, în cadrul proiectului LINEAR. Asteroidul prezintă o orbită caracterizată de o semiaxă mare de 2,30 ua, o excentricitate de 0,11 și o înclinație de 6,6° în raport cu ecliptica.